# Cá cơm Ấn Độ
Cá cơm Ấn Độ, tên khoa học Stolephorus indicus, là một loài cá trong họ Engraulidae.